# Paul Ganz
Paul Ganz (* 5. Juli 1872 in Zürich; † 28. August 1954 in Oberhofen am Thunersee) war ein Schweizer Kunsthistoriker.

## Leben
Paul Ganz kam 1872 als Sohn des Fotografen Rudolf Ganz (1848–1928) und seiner Frau Sophie Henriette, geborene Bartenfeld, in Zürich zur Welt. Seine Geschwister waren der Fotograf und Filmpionier Emil Ganz, der Schriftsteller, Maler und Musiker Hans Ganz und der Komponist, Pianist und Dirigent Rudolph Ganz. Sein Grossvater war Johannes Ganz. 
1910 heiratete er Cécile, geborene Kern. Aus dieser Ehe ging der Sohn Paul Leonhard Ganz (1910–1976) hervor, der später selbst Kunsthistoriker wurde.
Von 1890 bis 1892 studierte er zunächst an der Académie royale des Beaux-Arts de Bruxelles und nahm anschliessend ein Studium der Kunstgeschichte an der Universität Zürich auf. 1900/1901 arbeitete er als Assistent am Historischen Museum Basel und war 1901 als Privatdozent tätig. Von 1902 bis 1919 arbeitete er als Konservator der Öffentlichen Kunstsammlung Basel. Seit 1909 lehrte er als ausserordentlicher Professor an der Universität Basel. 1929 wurde er Ordinarius für Kunstgeschichte an der Universität Basel. Sein Forschungsschwerpunkt lag beim Werk von Hans Holbein dem Jüngeren, dessen Werkverzeichnis er 1950 herausgab, und allgemein bei der Malerei in der Schweiz vor 1800. 1937 unternahm er eine ausgedehnte Reise in die Vereinigten Staaten, wo er zahlreiche Sammlungen besichtigte und Vorträge zu Holbein hielt. Darüber hinaus widmete er sich dem Werk von Johann Heinrich Füssli und der Heraldik. In seiner eigenen Kunstsammlung befanden sich je ein Werk von William Turner und Jacopo Tintoretto sowie mehrere Arbeiten von Ferdinand Hodler.
Ganz gehörte einer Vielzahl von Institutionen an. Er war 1902 einer der Mitbegründer des Archivs für schweizerische Kunstgeschichte und gab 1913 erstmals das Jahrbuch für Kunst und Kunstpflege in der Schweiz heraus. Von 1908 bis 1919 war er Präsident des Verbandes der schweizerischen Kunstmuseen. Darüber hinaus war er an der Reorganisation der Gesellschaft für Schweizerische Kunstgeschichte beteiligt. Zudem war er Vorstandsmitglied der Kulturstiftung Pro Helvetia, Mitglied der Eidgenössischen Kunstkommission, des Schweizer Heimatschutzes, der Schweizerischen Heraldischen Gesellschaft und der Schweizerischen Graphischen Gesellschaft.

## Werke (Auswahl)
- 1899 – Geschichte der Heraldischen Kunst in der Schweiz im XII. und XIII. Jahrhundert
- 1903 – Wandmalereien zu St. Peter, Basel (Digitalisat)
- 1912 – Hans Holbein d. J. – des Meisters Gemälde in 252 Abbildungen
- 1912 – Die Handzeichnungen Hans Holbeins d.J.
- 1908 – Handzeichnungen schweizerischer Meister des XV. – XVIII. Jahrhunderts
- 1924 – Meisterwerke der öffentlichen Kunstsammlung in Basel
- 1924 – Malerei der Frührenaissance in der Schweiz
- 1947 – Die Zeichnungen Hans Heinrich Füsslis
- 1950 – Hans Holbein: die Gemälde